# Allopauropus insulanus
Allopauropus insulanus är en mångfotingart som beskrevs av Paul Auguste Remy 1945. Allopauropus insulanus ingår i släktet småfåfotingar, och familjen fåfotingar. Inga underarter finns listade i Catalogue of Life.